# جکلین ادروس
جکلین ادروس (انگلیسی: Justien Odeurs؛ زادهٔ ۳۰ مهٔ ۱۹۹۷) بازیکن فوتبال اهل بلژیک است.
وی همچنین در تیم ملی فوتبال زنان بلژیک بازی کرده‌است.